# (5804) Bambinidipraga
(5804) Bambinidipraga est un astéroïde de la ceinture principale.

## Description
(5804) Bambinidipraga est un astéroïde de la ceinture principale. Il fut découvert le 9 septembre 1985 à l'Observatoire Kleť par Antonín Mrkos. Il présente une orbite caractérisée par un demi-grand axe de 2,42 UA, une excentricité de 0,17 et une inclinaison de 9,8° par rapport à l'écliptique.

## Compléments